# Hindusthan Cables Town
Hindusthan Cables Town is een census town in het district Paschim Bardhaman van de Indiase staat West-Bengalen. De plaats werd vernoemd naar het staatsbedrijf Hindustan Cables, dat zijn oorsprong vond in het naburige Rupnarayanpur. Direct ten noorden van de plaats ligt de stad Chittaranjan.

## Demografie
Volgens de Indiase volkstelling van 2001 wonen er 22.152 mensen in Hindusthan Cables Town, waarvan 52% mannelijk en 48% vrouwelijk is. De plaats heeft een alfabetiseringsgraad van 79%.